# مهرداد حسینی
مهرداد حسینی (زاده ۸ فوریهٔ ۱۹۸۹) یک بازیکن فوتبال اهل ایران است.